# Willy Blain
Willy Blain (Le Tampon, 1978. április 24.) Réunion szigetén született világbajnok francia ökölvívó.

## Amatőr eredményei
- 1999-ben ezüstérmes a világbajnokságon kisváltósúlyban.
- 2000-ben bronzérmes a Európa-bajnokságon kisváltósúlyban.
- 2001-ben bronzérmes a világbajnokságon kisváltósúlyban.
- 2002-ben ezüstérmes a Európa-bajnokságon kisváltósúlyban.
- 2003-ban  világbajnok kisváltósúlyban.
- 2004-ben bronzérmes a Európa-bajnokságon kisváltósúlyban.
- 1997 – 2004 francia bajnok.

## Profi karrierje
19 mérkőzés: 19 győzelem.
A WBA a 6.  a WBO pedig a 2. helyen rangsorolja.